# Buidelwolf
De buidelwolf, Tasmaanse tijger of Tasmaanse buidelwolf (Thylacinus cynocephalus) is een in 1936 uitgestorven diersoort. De wetenschappelijke naam van de soort werd gepubliceerd door George Prideaux Robert Harris in 1808. Het was een van de grotere vleesetende buideldieren in Australië voordat de kolonisten arriveerden. De buidelwolf behoort tot de Thylacinidae, een familie van de roofbuideldieren.

## Uiterlijk en naamgeving

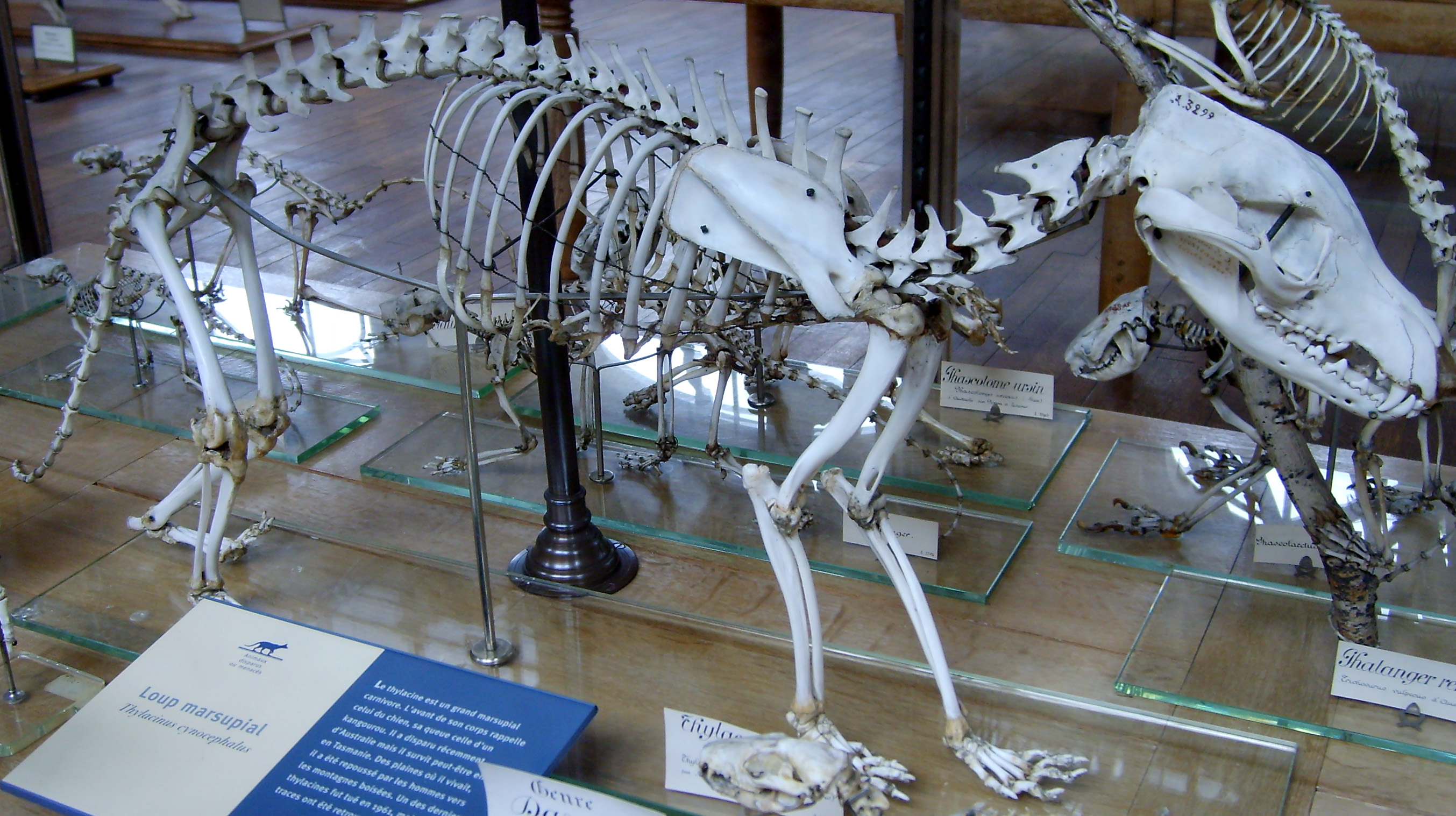
Skelet van een buidelwolf in het Muséum national d'histoire naturelle in Parijs

De kop van de buidelwolf lijkt op die van een hondachtige. Hieraan heeft de buidelwolf zijn naam ook te danken. Het dier is echter geen afstammeling van de wolf en is er ook niet nauw mee verwant. Het uiterlijk van de kop van de buidelwolf is echter ontstaan door een gelijke niche. Dit fenomeen wordt convergente evolutie genoemd. Er kan gesteld worden dat de buidelwolf in Australië de plaats innam die de wolf in Noord-Amerika, Europa en Azië heeft.

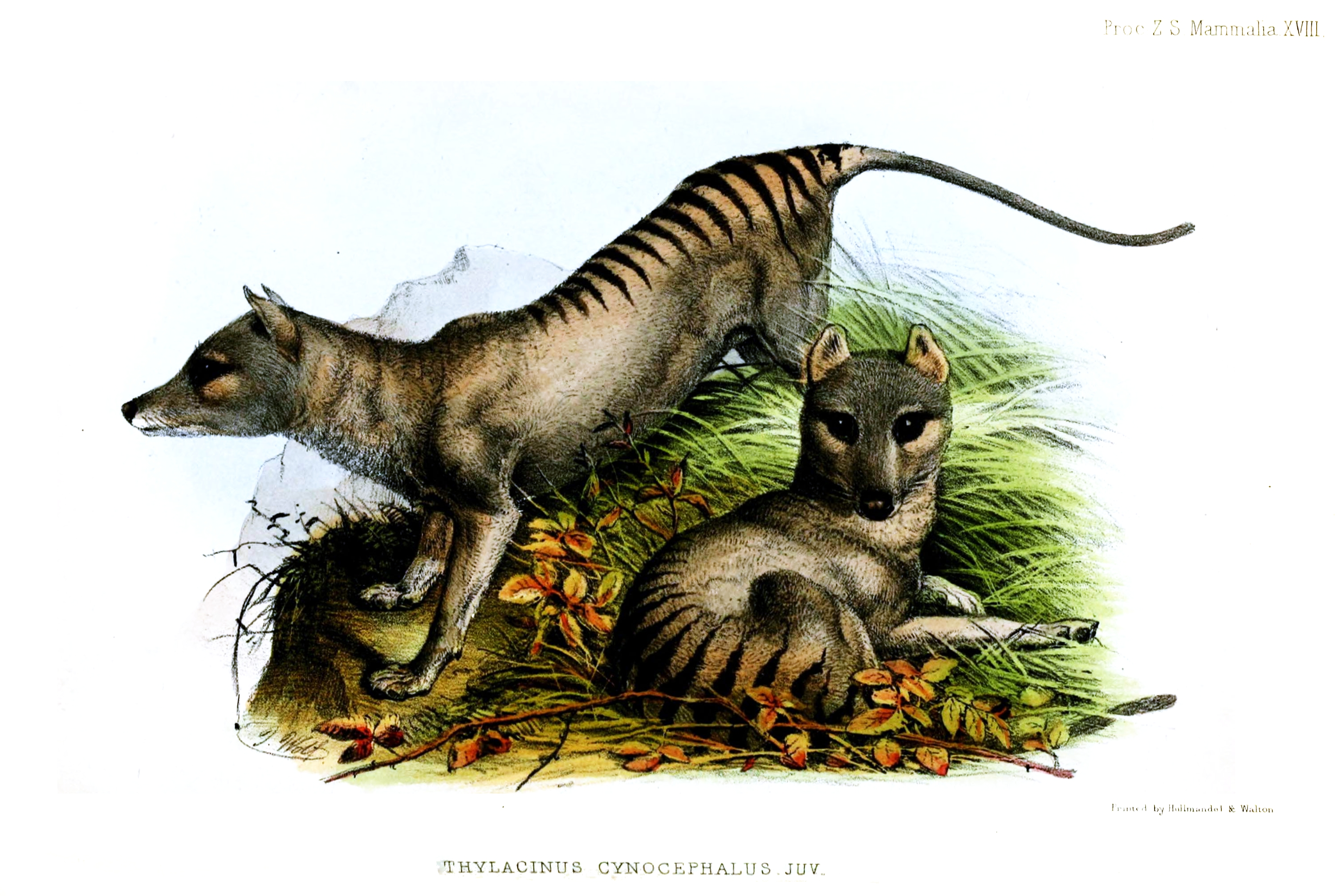
Buidelwolf, illustratie door Joseph Wolf

De naam Tasmaanse tijger verwijst naar de strepen op de rug van het dier. Deze strepen dienen als camouflage in de bossen.
Verder heeft het dier een lange staart waarover de strepen enigszins doorlopen. In tegenstelling tot andere buideldieren in Australië zijn bij de buidelwolf de voor- en de achterpoten even lang.

## Leefgebied
Ooit kwam de buidelwolf voor in heel Australië en op Nieuw-Guinea. Met de komst van de Aboriginals, die de dingo meebrachten, stierven de buidelwolven op het vasteland uit. De dingo had de buidelwolf weggeconcurreerd. Alleen op Tasmanië wist een grote populatie stand te houden. Dit gebeurde ongeveer tweeduizend jaar geleden. Sommigen beweren echter dat de komst van de dingo's geen invloed had, aangezien hun leefwijze niet overeenkomt met die van de buidelwolf.

## Uiteindelijk toch uitgestorven

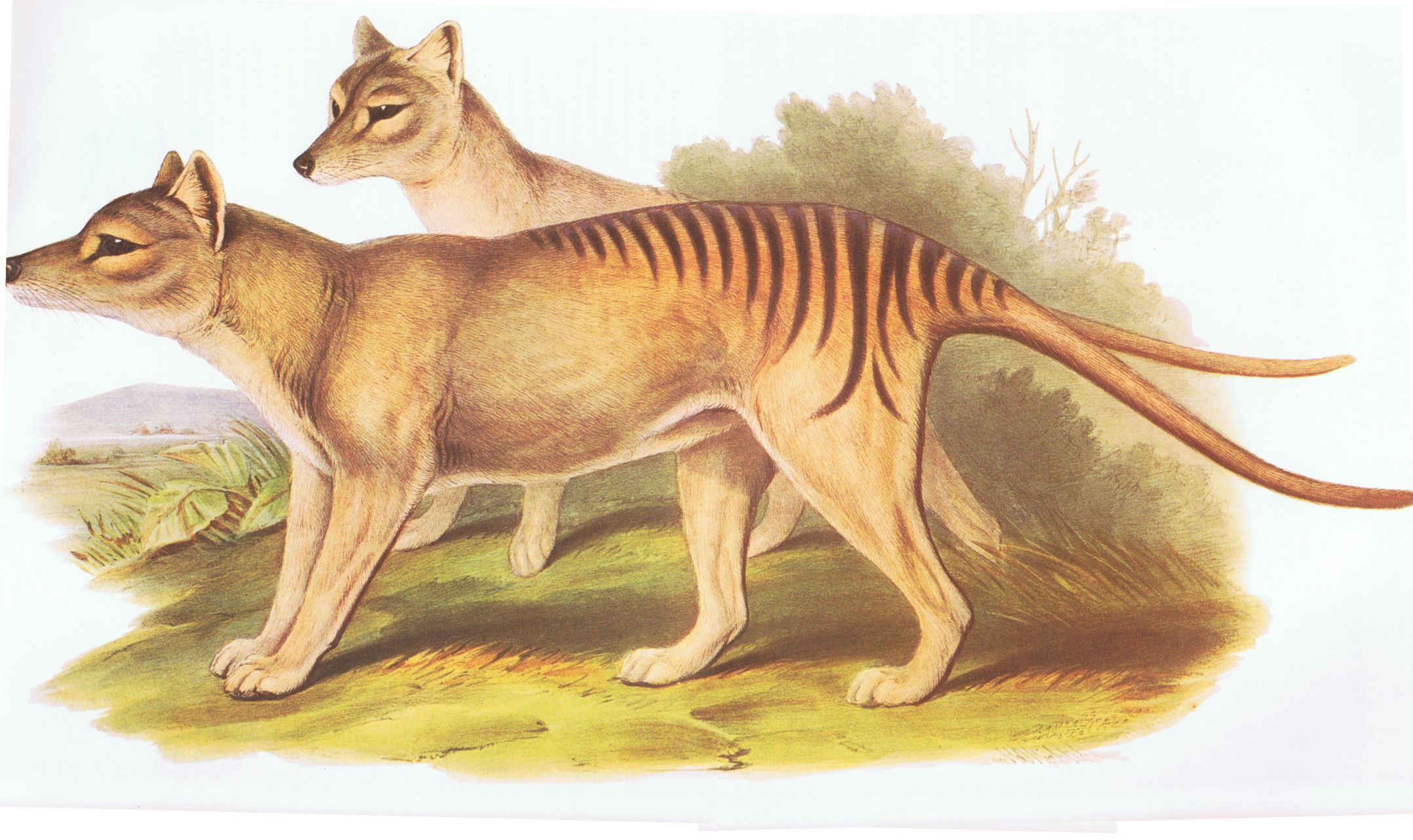
Buidelwolf, illustratie door John Gould

Met de komst van Europeanen is het dier geheel van de aardbodem verdwenen. De boeren die zich op Tasmanië vestigden, maakten jacht op de buidelwolf, omdat het dier schapen zou doden. Volgens Australische wetenschappers zouden ze daar echter te zwakke kaken voor hebben gehad. Van 1888 tot 1914 zouden volgens officiële cijfers 2268 buidelwolven gedood zijn, maar er wordt geschat dat het aantal veel hoger ligt.
Lang werd geopperd dat de komst van de Europeanen niet de enige oorzaak van uitsterven was. Aan het begin van de 20e eeuw zou er zich een epidemie onder de vleesetende buideldieren hebben voorgedaan. Onderzoek uit 2013 stelt echter dat het niet zeker is dat deze ziekte een cruciale rol speelde bij het uitsterven en dat er ook geen ondubbelzinnig bewijs is voor een epidemie. Uit historisch onderzoek naar Morton Allport blijkt dat er heel wat exemplaren naar Europese natuurhistorische musea en instituten werden gestuurd.
De laatste buidelwolf werd gevangen in 1933. Het dier zat gevangen in de dierentuin van Hobart op Tasmanië. Drie jaar later stierf het, hoogstwaarschijnlijk aan verwaarlozing. In de nachten werd deze buidelwolf van zijn binnenverblijf buitengesloten, waardoor hij aan extreem koude temperaturen werd blootgesteld, terwijl het dier overdag extreme hitte moest doorstaan. Dit laatste wordt dan weer ontkracht door onderzoek uit 2023.
Pas op 10 juli 1936 werd de buidelwolf op Tasmanië wettelijk beschermd. Dit was mosterd na de maaltijd, want waarschijnlijk was de soort toen al zo goed als uitgestorven. De gevangen buidelwolf stierf namelijk 59 dagen later, op 7 september 1936.
Toch zijn er sindsdien ruim 4000 informele waarnemingen van de buidelwolf geweest, waarvan er een aantal als betrouwbaar kunnen worden bestempeld. Ook zijn er enkele pootafdrukken gevonden. In 1966 werd het verlaten hol van een buidelwolf gevonden. Men kon echter niet vaststellen wanneer dit hol was verlaten. Op amateurfilmbeelden uit 1973 is een dier te zien dat op een jonge buidelwolf lijkt, maar de kwaliteit is te slecht om het met zekerheid te zeggen. Wel zijn de strepen te zien op de rug en de karakteristieke manier van rennen.
Ook betwist bewijsmateriaal dat de buidelwolf niet uitgestorven zou zijn, is een foto van een Duitse toerist, Klaus Emmerichs, waarop de achterkant van een buidelwolf te zien zou zijn. Sommigen dachten aanvankelijk dat de foto echt was, maar sommige latere deskundigen zijn ervan overtuigd dat er met de digitale foto is geknoeid. De foto was pas 14 maanden nadat de toerist hem genomen had door hem opgeleverd. Volgens Emmerich zelf omdat hij niet besefte dat hij een officieel uitgestorven dier had gefotografeerd.
Er zijn thans nog velen die de hoop koesteren dat er nog kleine groepjes buidelwolven in de uitgestrekte wildernis van Tasmanië voorkomen. Als dit al het geval zou zijn, is de kans zeer klein dat voor deze uitermate kleine populatie uitsterving vermeden kan worden.

## Voeding
De buidelwolf at geen grote dieren zoals vaak gesuggereerd wordt. Kangoeroes stonden waarschijnlijk niet op het menu. De dieren waarop de buidelwolf joeg, wogen niet meer dan 10 kg. Er werd voornamelijk spierweefsel gegeten, de rest liet de buidelwolf achter voor de aaseters. Het is dus zeer onwaarschijnlijk dat de dieren op de schapen van de plaatselijke boeren joegen, maar waarschijnlijk wel op de kippen en dergelijke.

## Voortplanting
Er is weinig bekend over deze dieren in het wild. Ook over de voortplanting is er weinig bekend.
De draagtijd bedroeg tussen 21 en 35 dagen. Een worp kon tot vier jongen bevatten. Deze jongen verbleven ongeveer 16 weken in de buidel maar werden ook daarna nog gezoogd en dit tot de negende maand.

## Klonen
In 1999 ontstond het idee om een embryo dat sinds 1866 in alcohol geconserveerd was, te klonen. Het DNA bleek echter niet van goede kwaliteit te zijn en zo gedegenereerd dat het zelfs ongeschikt was om in een DNA-databank op te slaan.
In 2008 werd aan de universiteit van Melbourne een nieuw experiment gestart waarbij het DNA van de buidelwolf bij het embryo van een muis werd ingebracht. Dit zou op termijn kunnen leiden tot het klonen van de Tasmaanse tijger.

## Media
In 2011 kwam de film The Hunter uit, waarin Willem Dafoe wordt betaald door een biotechnisch bedrijf om op de vermeend uitgestorven buidelwolf te jagen om zo DNA te verkrijgen.